# 耶倫·祖特
耶倫·祖特（荷蘭語：Jeroen Zoet，發音：[jəˈrun ˈzut]；1991年1月6日—）是荷蘭的一位足球運動員，在場上司職門將，現效力於荷甲球隊阿爾克馬爾。他曾是荷蘭U21代表隊的首發門將人選。

## 榮譽

### 俱樂部
PSV
- 荷甲：2014–15, 2015–16, 2017–18
- 告魯夫盾：2015, 2016

## 外部連結
- Voetbal International profile （页面存档备份，存于） （荷兰文）
- Netherlands stats at OnsOranje